# Gaston Reiff
Gaston Étienne Ghislaine Reiff (Braine-l'Alleud, 24 de fevereiro de 1921 - Braine-l'Alleud, 6 de maio de 1992) foi um corredor belga, campeão dos 5.000 m nos Jogos Olímpicos de Londres, em 1948.
Gaston lutava boxe e jogava futebol antes de migrar para o atletismo. Seu grande momento foi nos Jogos Olímpicos de 1948, quando ganhou os 5.000 m derrotando a Locomotiva Humana tcheca Emil Zatopek, vencedor dos 10.000 m, num dia de chuva e pista molhada e escorregadia em Londres. Com o feito, tornou-se o primeiro belga a ser campeão olímpico no atletismo.
Além da vitória olímpica, Gaston quebrou recordes mundiais nos 2.000 m, 3.000 m e 2 milhas. Venceu 24 títulos nacionais e quebrou 26 recordes belgas em distâncias diferentes; em 1951 possuía todos os recordes de seu país em distâncias entre os 1.000 m e os 10.000 m. 
Morreu na mesma cidadezinha em que nasceu, Braine-l'Alleud, na Valônia, aos 71 anos, em 1992.